# Ceillac
Ceillac – miejscowość i gmina we Francji, w regionie Prowansja-Alpy-Lazurowe Wybrzeże, w departamencie Alpy Wysokie.

## Demografia
Według danych na rok 1990 gminę zamieszkiwało 289 osób, a gęstość zaludnienia wynosiła 3 osoby/km². W styczniu 2015 r. Ceillac zamieszkiwało 314 osób, przy gęstości zaludnienia wynoszącej 3,3 osób/km².